# Ansøgere til vinter-OL 2018
Der var tre officielle ansøgere til vinter-OL 2018 og vinter-PL 2018: Franske Annecy, tyske München og sydkoreanske Pyeongchang. Sidstnævnte blev valgt som værtsby for legene.

## Kalender for det officielle forløb
| Dato                  | Begivenhed                                                                            |
| --------------------- | ------------------------------------------------------------------------------------- |
| 31. juli 2009         | IOC inviterede officielt de nationale olympiske komiteer til at ansøge om værtskabet. |
| 15. oktober 2009      | Ansøgningsfrist                                                                       |
| 2. - 5. december 2009 | Seminar for ansøgerbyer i IOC's hovedkvarter i Lausanne, Schweiz                      |
| 15. marts 2010        | Deadline for indsendelse af ansøgningsdokumenter                                      |
| 22. juni 2010         | Udvælgelse af kandidatbyer                                                            |
| 11. januar 2011       | Deadline for indsendelse af kandidatdokumenter og -garantier                          |
| Februar-marts 2011    | Evalueringsudvalget besøgte kandidatbyerne                                            |
| Juni 2011             | Evalueringsudvalgets rapport blev frigivet                                            |
| 6. juli 2011          | Vinderen blev annonceret på IOC's 123. session i Durban, Sydafrika                    |

## Kandidatbyerne
| Kandidatbyer 2018 | Kandidatbyer 2018    | Kandidatbyer 2018                                                |  |
| By                | Land (IOC-landekode) | Officielt website                                                |  |
| ----------------- | -------------------- | ---------------------------------------------------------------- |  |
| Annecy            | Frankrig (FRA)       | Annecy 2018 (engelsk) (fransk)                                   |  |
| München           | Tyskland (GER)       | München 2018 (Webside ikke længere tilgængelig) (tysk) (engelsk) |  |
| Pyeongchang       | Sydkorea (KOR)       | Pyeongchang 2018 (koreansk) (engelsk) (fransk)                   |  |

### Annecy
I første omgang var Frankrigs Olympiske Komite (CNOSF) tilbageholdende med at ansøge om vinter-OL og foretrak at fokusere på en ansøgning om sommer-OL 2024, men fire byer: (Annecy, Grenoble, Nice og Pelvoux) ønskede at være vært for 2018-legene. Den 24. september 2008 annoncerede CNOSF, at den ville imødekomme disse ønsker og indsende en ansøgning i 2011, og den 18. marts 2009 blev Annecy valgt som officiel kandidatby af CNOSF. CNOSF anerkendte den skarpe konkurrence fra de øvrige kandidatbyer, men valgte at anvende den erfaring man fik ved Paris' mislykkede forsøg på at sikre sig sommerlegene i 2012 til at sikre en sejr med Annecy og anlagde derfor en ydmyg tilgang til kampagnen.
Ansøgningskampagnens leder var den tidligere olympiske mester i skiløb, Edgar Grospiron, som udtalte, at "vi har et exceptionelt spektakulært landskab med Mont Blanc, økonomisk styrke med en million turister hvert år, og derfor mener vi at vores ansøgning er troværdig. Vi vil gerne invitere hele verden til en fest i et verdensberømt område." Grospiron blev assisteret af IOC-medlemmerne Jean-Claude Killy og Guy Drut, som også var tidligere olympiske mestre.
Områderne, hvor legene skulle foregå, er koncentreret i Annecy og omkring Mont Blanc, hvor 65 % af faciliteterne allerede fandtes, og Annecy ansås for "verdens førende vintersportsdestination". I en kommentar til de vanskelige sneforhold ved vinter-OL 2010 udstedte de franske arrangører snegaranti i Pays de Savoie, hvor der i gennemsnit falder 80 cm sne i februar måned. Annecy er en mindre by, så hele Haute-Savoie-departementet skulle bruges ved legene, inklusive de kendte skisteder Chamonix, Megeve, La Clusaz, Morzine og Le Grand-Bornand. Området dækker et areal med en radius på 50 km, hvor alt er inden for en times kørsel fra Annecy, og der var planlagt to olympiske landsbyer. Af de 13 idrætsanlæg skulle seks opgraderes permanent, mens to nye anlæg allerede var planlagt opført, og yderligere fire anlæg ville blive bygget, hvis Annecy var tildelt legene. Bobslæde-, kælkning- og skeleton-konkurrencerne skulle være afholdt i La Plagne på den samme bane, som blev anvendt ved vinter-OL 1992, og som blev opgraderet i 2008.
Omkostningerne ved ansøgningen var 21 millioner US$. Anlægsbyggeriet var sat til $419 millioner, og forbedringer til transport og infrastruktur (nogle var allerede planlagt og andre afhængige af, at Annecy havde fået legene) var forventet at koste $2,1 milliarder. Transportudgifterne omfattede bl.a. en ny lift mellem Flaine og Mont Blanc med høj kapacitet og en togforbindelse. De nærmeste lufthavne findes i Lyon og Geneve (35 minutters kørsel væk). Den folkelige støtte til ansøgningen var 88 % i hele landet og 81 % i Annecy-regionen.
Annecy-ansøgningens logo forestillede de franske alper, herunder Mont Blanc, og antydede bogstavet A for Annecy.

### München
München var vært for sommer-OL 1972, og hvis byen var blevet valgt som værtsby for vinterlegene i 2018, ville det være første gang, at en by havde været vært for både sommer- og vinter-OL. Berlin og Hamborg overvejede at ansøge om sommer-OL i 2024 eller 2028, men Tysklands Olympiske Komite prioriterede Münchens ansøgning højest. Efter Salzburgs mislykkede forsøg på at sikre sig vinterlegene i 2014 mente Tyskland, at landet havde en bedre chance, og foretrækker at få et OL så hurtigt som muligt. München har en stærk allieret i IOC's næstformand Thomas Bach, som man håbede kunne påvirke afstemningen til Münchens fordel, selvom 2014-legene også skulle afholdes i Europa. Ikke desto mindre overvejede München allerede på forhånd at ansøge om vinterlegene i 2022, hvis denne ansøgning mislykkes.
München fremhævede en miljørigtig tilgang til legene og planlagde at anvende eksisterende anlæg i byen (nogle fra OL 1972) og eksisterende anlæg i de bayerske alpebyer Garmisch-Partenkirchen (hvor vinter-OL 1936 blev afholdt) og Schönau am Königssee, som begge ligger en times kørsel fra München. Femten idrætsanlæg skulle anvendes, og heraf eksisterede otte, tre anlæg krævede ombygning, mens de sidste fire var tænkt som midlertidige anlæg. Af miljøhensyn ville nye anlæg blive opført på steder, hvor der i forvejen fandtes idrætsanlæg, således at der ikke skulle inddrages nye landområder. Iskonkurrencerne skulle afholdes i München, ligesom åbnings- og afslutningsceremonierne skulle afvikles på Olympiastadion fra 1972. Det olympiske svømmestadion ville midlertidigt blive ombygget til en curlingarena, og kunstskøjteløb og short track ville blive afviklet i Olympiahalle. To ishockeyhaller skulle opføres i Olympiaparken som erstatning for to eksisterende anlæg, og den ene ville blive omdannet til en multifunktionshal efter legene. Endelig skulle der opføres en midlertidig arena til hurtigløb på skøjter i Olympiaparken ved Münchens Tekniske Universitet. Schnee-Park Garmisch-Partenkirchen indeholder ni skisportsanlæg, herunder det historiske Kombinierte Kunsteisbahn am Königssee, som blev renoveret i forbindelse med VM 2011. Der ville blive opført olympiske landsbyer i både München og Garmisch-Partenkirchen. Der skulle opføres et anlæg til langrend og skiskydning, men ellers skulle der anvendes eksisterende faciliteter til resten af skisportskonkurrencerne.
Det var opbakning til ansøgningen fra 75,5 % af indbyggerne i München, mens støtten var 68 % på landsbasis. Mindst en oppositionsgruppe var bekymret for miljøet, men Bogner udtalte: "vi er i god kontakt og god dialog – vi kan ikke se noget større problem der." Arrangørerne havde budgetteret med 42 millioner US$ for ansøgningskampagnen og £331 millioner til nye anlæg, herunder $143 millioner til en ny ishockeyarena. $743 millioner var allokeret til planlagte og nye transportforbedringer.
Som supplement til Tysklands historiske styrke som en passioneret vintersportsnation promoverede kunstskøjteløbsstjernen Katarina Witt ansøgningen sammen med den alpine skiløber Maria Riesch og den olympiske mester i skiskydning Magdalena Neuner fra Bayern.
Legenes slogan skulle være "Die Spiele im Herzen" (Legene i hjertet) og blev også omtalt som "The Friendly Games". Logoet var et stiliseret 'M', der ledte tankerne hen på en silhuet af de Bayerske Alper eller Münchens Olympiapark.

### Pyeongchang
Efter at budt på Vinter-OL i både 2010 og 2014 og tabt med en lille margin, bød Pyeongchang igen for tredje gang i 2007 på vinter-OL 2018.

### Andre potentielle ansøgere
Disse byer annoncerede intentioner om eller interesse for at ansøge om værtskabet, men endte med ikke at ansøge:
| Land          | By/region                             | Ref.                                      | Kommentarer |
| ------------- | ------------------------------------- | ----------------------------------------- | --- |
| Bosnien-Herc. | Sarajevo                              | [ 21 ]                                    | Efter at have tabt kampen om vinterlegene i 2010 udtrykte Sarajevo interesse i at ansøge igen for 2018-legene. |
| Bulgarien     | Sofia                                 | [ 22 ] [ 23 ]                             | Formanden for Bulgariens Olympiske Komite, Vessela Lecheva, offentliggjorde planer om mindst et projekt om opførelse af en multifunktionshal i Sofia for at forbedre byens muligheder efter tre mislykkede ansøgninger. Sofia overvejede at ansøge om værtskabet for Vinter-ungdoms-OL 2016. |
| Chile         | Santiago                              | [ 24 ] [ 25 ] [ 26 ]                      | Santiago, Chillán og Temuco-Pucón var tre mulige placeringer for vinter-OL i Chile. |
| Frankrig      | Gap Grenoble Nice Pelvoux             | [ 2 ] [ 27 ]                              | Gap overvejede at ansøge, men droppede planerne i september 2008. Byerne Grenoble, Nice og Pelvoux udtrykte også interesse over for Frankrigs Olympiske Komite, men blev afvist til fordel for Annecy. |
| Kasakhstan    | Almaty                                | [ 28 ]                                    | Almaty havde tidligere ansøgt om værtskabet for vinter-OL 2014, men blev ved den lejlighed ikke optaget som kandidatby. |
| Kina          | Harbin Changchun                      | [ 29 ] [ 30 ]                             | Li Zhanshu, guvernør for Heilongjiang-provinsen udtrykte interesse for at Harbin, der var vært for Vinter-Universiaden 2009, eller muligvis Changchun kunne søge om værtskabet for legene. Xinhua rapporterede imidlertid, at ingen af byerne ville ansøge om legene af flere årsager, herunder en svag infrastruktur. |
| New Zealand   | Queenstown Dunedin                    | [ 31 ] [ 32 ] [ 33 ] [ 34 ] [ 35 ]        | En rapport fra 2007 indikerede, at New Zealands Olympiske Komite ville foreslå en kombineret ansøgning fra Queenstown og Dunedin. |
| Norge         | Tromsø Trondheim Oslo-Lillehammer     | [ 36 ] [ 37 ] [ 38 ] [ 39 ]               | Tromsø slog Trondheim og den fælles Oslo-Lillehammer-ansøgning i den interne norske konkurrence. Udgifterne blev imidlertid et stridspunkt i Norge. Den nationale støtte var lav (kun 38 % støttede ansøgningen), selvom ansøgningschefen Petter Rønningen citerede en undersøgelse med stærkere national støtte. Ansøgningen blev til sidst trukket tilbage på grund af manglende støtte.                                                                                   |
| Schweiz       | Geneve                                | [ 40 ] [ 41 ] [ 42 ] [ 43 ] [ 44 ]        | Geneve planlagde at ansøge om vinterlegene 2018, men besluttede senere at ansøge om vinter-OL 2022 i stedet, idet Schweiz' Olympiske Komite ikke støttede ansøgningen. |
| Slovenien     | Gorenjska                             | [ 45 ]                                    | Borgmesteren i Bohinj, Franc Kramar, foreslog en fælles ansøgning sammen med syv andre borgmestre i Gorenjska-regionen. |
| Spanien       | Zaragoza                              | [ 46 ] [ 47 ] [ 48 ] [ 49 ]               | Der blev iværksat initiativer til at ansøge for Zaragoza, men byens borgmester annoncerede, at den først ville byde på vinter-OL 2022, og angav som årsag, at det ville være usandsynligt at Europa fik tildelt legene på grund af IOC's uofficielle rotationspolitik mellem verdensdelene og refererede til Madrids fejlslagne ansøgning om sommer-OL 2016 som eksempel. |
| Sverige       | Östersund                             | [ 50 ]                                    | Den nye regering viste ikke samme entusiasme for at ansøge om vinter-OL som den forrige. Det ville have været ottende ansøgning om vinter-OL, efter at flere tidligere ansøgninger var endt på andenpladsen i IOC's afstemninger. |
| Tyrkiet       | Bursa                                 | [ 51 ]                                    | I Anatoliens vestlige bjerge kunne nogle konkurrencer have været afholdet i nationalparken Uludağ. |
| Ukraine       | Bukovel                               | [ 52 ] [ 22 ]                             | Ukraines regering annoncerede i 2006, at landets popolulære ski- og snowboardområde Bukovel blev udvidet, fordi man forventede at ansøge om vinterlegene i 2018. |
| USA           | Denver Reno-Lake Tahoe Salt Lake City | [ 53 ] [ 54 ] [ 55 ] [ 56 ] [ 57 ] [ 58 ] | Denver, Colorado (som blev valgt som vært for vinter-OL 1976, men som efterfølgende frasagde sig værtskabet), Reno-Lake Tahoe, Nevada-Californien, og værtsbyen for vinter-OL 2002, Salt Lake City, Utah, udviste interesse for at blive værtsby. USA's Olympiske Komite (USOC) afviste imidlertid at ansøge, idet komiteen foretrak at fokusere på Chicagos ansøgning om sommer-OL 2016, som imidlertid mislykkedes. USOC vil ikke ansøge om vinter-OL før tidligst i 2022. |

## Resultat
| Pyeongchang | Sydkorea | 63 |
| München     | Tyskland | 25 |
| Annecy      | Frankrig | 7  |

Pyeongchangs sejr i første runde var en af de mest suveræne sejre i olympisk stemmehistorie. Pyeongchangs 63 stemmer er det højeste antal stemmer, som nogensinde er registreret i første runde til værtsskabet for et OL. Den tidligere rekord var Salt Lake City med 54 stemmer til værtsskabet for vinter-OL 2002.